# The Original Bootleg Series from the Manticore Vaults: Volume Two
The Original Bootleg Series from the Manticore Vaults: Volume Two è un album live del gruppo progressive Emerson, Lake & Palmer.

## Volume Two

### Disco Uno
26 November 1972, Hammersmith Odeon, London

A RIGHT CORDIAL SHOCKER
1. Hoedown
2. Tarkus
3. Endless Enigma
4. At The Sign Of The Swinging Cymbal
5. Sheriff
6. Take A Pebble
7. Lucky Man

### Disco Due
26 November 1972, Hammersmith Odeon, London
1. Take A Pebble [conclusion]
2. Pictures At An Exhibition
3. Nutrocker

### Disco Tre
26 March 1974, Henry Lewitt Arena, KS

WAITING FOR THE CORDUROY PURPOSE
1. Hoedown
2. Jerusalem
3. Toccata
4. Tarkus
5. Benny The Bouncer
6. Jeremy Bender
7. Take A Pebble
8. Still You Turn Me On
9. Lucky Man

### Disco Quattro
26 March 1974, Henry Lewitt Arena, KS
1. Piano Improvisations
2. Take A Pebble
3. Karn Evil 9 First Impression
4. Karn Evil 9 Second Impression
5. Karn Evil 9 Third Impression

### Disco Cinque
26 July 1974, Rich Stadium, Buffalo, NY

MY DARLING NEMESIS... THE ILLUMINATI
1. Hoedown
2. Jerusalem
3. Toccata
4. Tarkus
5. Take A Pebble
6. Still You Turn Me On
7. Lucky Man

### Disco Sei
26 July 1974, Rich Stadium, Buffalo, NY
1. Piano Improvisation
2. Take A Pebble
3. Karn Evil 9 [part 1]
4. Karn Evil 9 [part 2/start missing]
5. Karn Evil 9 [part 3]
6. Pictures At An Exhibition

### Disco Sette
30 November 1977, New Haven Civic Centre, New Haven, CT 

STRANGELY BENEFICIENT
1. Peter Gunn
2. Hoedown
3. Tarkus
4. Take A Pebble
5. Piano Concerto [part 1] - Keith Emerson
6. Maple Leaf Rag
7. Take A Pebble
8. Ce'st La Vie
9. Lucky Man [not complete]

### Disco Otto
30 November 1977, New Haven Civic Centre, New Haven, CT
1. Karn Evil 9 [first impression part 2]
2. Tiger In The Spotlight
3. Watching Over You
4. Nutrocker
5. Pirates
6. Fanfare For The Common Man